# Nagelfar
För andra betydelser, se Nagelfar (olika betydelser).
Nagelfar (fornnordiska: Naglfar) är i nordisk mytologi det största av alla skepp; det tillhör Muspell och omtalas i båda Eddorna. När Ragnarök nalkas kommer Nagelfar att, med Loke som skeppshövding, föra Muspells skaror till slagfältet Vigrid på ön Oskopne där slutstriden står. Enligt Snorre Sturlasson är Nagelfar timrat av döda mäns naglar. Därför ska man akta sig så att ingen dör med oklippta naglar, ty det ger virke till skeppet och påskyndar världens undergång.

## Källtexterna

### Völuspá
I Völuspá 50 berättas hur världsundergången tar sin början:
| Med lindskölden höjd far Hrym från öster, världsormen vrider sig, väldig i vrede, ormen slår vågorna, örnen skriar, den gråe sliter lik – loss kommer Nagelfar. | Hrymr ekr austan, hefisk lind fyrir, snýsk Jǫrmungandr í jǫtunmóði; ormr knýr unnir, en ari hlakkar, slítr nái niðfǫlr, Naglfar losnar. |  |

Strofen beskriver ett antal samtidigt inträffande händelser; viktigast är att Midgårdsormen åstadkommer sådan sjögång att Nagelfars förtöjning brister. Detta är det enda ställe i den poetiska Eddan där namnet Nagelfar nämns. Det är dock troligt att även den följande strofen (strof 51) handlar om samma skepp.
| Loke styr en farkost: med folk från Muspell kommer den östanfrån in över havet; med ulven färdas alla jättar, de ha Byleists broder i följe. | Kjóll ferr austan, koma munu Muspells of lǫg lýðir, en Loki stýrir; fara fíflmegir með freka allir, þeim er bróðir Byleists í fǫr. |  |

### Gylfaginning

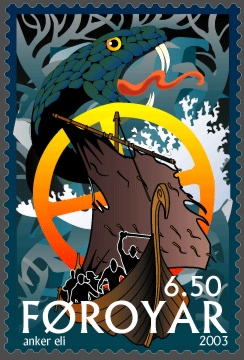
Nagelfar på ett frimärke från Färöarna

Nagelfar nämns på flera ställen i Snorres Edda. I Gylfaginning 43 görs en jämförelse mellan skeppen Skidbladner och Nagelfar. Snorre skriver:
| ” | Skidbladner är det bästa och mest konstfärdigt byggda av alla skepp men Nagelfar är det största skeppet, det äger Muspell. | „ |

I Gylfaginning 51 berättas hur Nagelfar kommer loss vid Ragnarök:
| ” | Då kommer också det att ske, att hela jorden och bergen skälver så att träden lossnar ur marken och bergen faller ihop, alla fjättrar och band bryts och slits av. Då kommer Fenresulven lös. Havet svallar upp över länderna när Midgårdsormen vänder sig i jättevrede och söker sig upp på land. Då händer också det att Nagelfar kommer loss. (---) I den sjögången flyter Nagelfar. | „ |

Längre ner i samma kapitel sägs också: "Hrym heter jätten som styr Nagelfar." Men det stämmer inte med Völuspá 51 – som Snorre för övrigt själv citerar i samma kapitel – där det uppges vara Loke som står vid styråran (Loki stýrir). Om Hrym sägs i strofen dessförinnan: "Hrymr ekr austan", det vill säga "Hrym kör från öster". Verbet ekr antyder snarare att han kommer i vagn än färdas på skepp.

### Tulorna
Namnet Nagelfar finns också medtaget i en av de tulor som i flera handskrifter avslutar Skáldskaparmál.

## Namnet Nagelfar
Naglfar kan översättas "nagelskepp", men tolkningen av "nagel" är omdiskuterad. Snorre ger följande förklaring till namnet:
| ” | Det [skeppet] är gjort av naglarna från döda människor, och det är varning värt. Den man som dör med oklippta naglar ger mer virke åt skeppet Nagelfar, och gudar och människor önskar knappast att det blir byggt. | „ |

Varifrån Snorre hämtat denna uppgift är okänt. Det har dock varit en utbredd folktro att människohår och -naglar kunnat användas inom magin. Sådan trolldom förbjöds av påve Zacharias år 743, och liknande förbud finns också i gamla norska lagar. Det finns också medeltida belägg för föreställningen att Djävulen kunde göra båtar av döda människors naglar för att i dem bortföra själar. Det är alltså möjligt att Snorre kan ha konstruerat sin tolkning av namnet Naglfar efter samtida kristna sägner om Djävulens nagelbåtar.
Flera forskare, bland dem Adolf Noreen, gissade att nagl var en språklig variant av nár (lik, kadaver). Naglfar skulle då vara ett náskip (likskepp), kanske med en besättning av draugar. Förklaringen har dock övergivits av etymologiska skäl.
En rimligare gissning framfördes av Åke Ohlmarks 1948. Han utgick från att det norröna ordet nagl inte bara betyder finger- eller tånagel utan även dymling och spik. Ordet naglfar kan då ha varit en metonym för Skandinaviens vid denna tid största uppfinning, det klinkbyggda skeppet:
»Troligen betecknar ordet blott folkvandringstidens med metallnaglar hopnitade skeppstyp, till skillnad från de äldre båtarna med borden sammansydda medelst djursenor. Just 'nagelskeppen' voro de första som användes såsom gravskepp i Vendel, Valsgärde, Myklebostad, o.s.v.«
Om det är det klinkbyggda gravskeppet som varit förlaga till mytologins Nagelfar, så kan det också förklara varför skeppet, enligt Snorre, tillhörde Muspell – ett namn som Snorre använder synonymt med Muspelheim (eldens rike). De flesta skeppsbegravningar var ju kremeringar, där de döda brändes i sina skepp, och enligt Völuspá 51 är det Muspells folk (de brända?) som färdas på Nagelfar.
Idén att naglfar varit en beteckning för det klinkbyggda (naglade) skeppet har ytterligare bearbetats och underbyggts av filologen Hallvard Lie, och är troligen den förklaring som vunnit störst genomslag.